# Douglas BTD Destroyer
Douglas BTD Destroyer je bil ameriški palubni torpedni bombnik/strmoglavec, ki so ga razvili pri Douglas Aircraft Company med 2. svetovno vojno. Ameriška mornarica je hotela naslednika letal  Douglas SBD Dauntlessa in Curtiss SB2C Helldiver-ja. Načrtovalno ekipo je vodil Ed Heinemann. Prototip z oznako "XSB2D-1" je prvič poletel 8. aprila 1943. Imel v sredini nameščeno galebje krilo. Posebnost je bilo pristajalno podvozje tipa tricikel, večina palubnih letal tistega časa je uporabljala repno kolo. 
Destroyer je imel notranji prostor za bombe in podkrilne nosilce. Skupaj je bil lahko oborožen z do 1900 kg bombami ali torpedi. 
Zgradili so samo 30 letal.

## Specifikacije (BTD-1)
Podatki iz Dave's Warbirds
Splošne karakteristike
- Posadka: 1
- Dolžina: 38 ft 7 in (11,76 m)
- Razpon kril: 45 ft 0 in (13,72 m)
- Višina: 13 ft 7 in (4,14 m)
- Teža praznega letala: 11561 lb (5244 kg)
- Maks. vzletna teža: 19000 lb (8618 kg)
- Pogon letala: 1 ×  zračnohlajeni bencinski zvezdasti motor Wright R-3350-14 Cyclone 18, 2300 KM (1715 kW)

 Zmogljivost 
- Maks. hitrost: 334 mph (290 vozlov, 538 km/h) na 16100 ft (4900 m)
- Višina leta: 23600 ft (7195 m)

Oborožitev

- 2 × 20 mm AN/M2 (.79 in) topa, vsak z 200 naboji
- Do 3200 lb (1450 kg) bomb ali dva 1947 lb torpeda